# Berto Filho
Berto Filho, nascido Ulisberto Lelot (Rio de Janeiro, 13 de março de 1940 — Rio de Janeiro, 12 de março de 2016), foi um jornalista e apresentador de telejornais brasileiro.

## Carreira
Trabalhou durante as décadas de 1970 e 1980 na apresentação de vários telejornais da Rede Globo, como o Jornal Nacional, Fantástico e Jornal Hoje, tanto como apresentador titular quanto substituto, até 1986, quando desligou-se da emissora.
Em 1989, foi contratado pela TV Rio, então controlada pelo pastor Nilson Fanini, onde apresentava um programa de entrevistas,Política Nacional, sendo dispensado em pouco tempo e passou nove anos sem contrato em televisões". Em 1998, foi contratado pela Rede Manchete para apresentar o Manchete Primeira Mão, e, pouco depois, o Jornal da Manchete. Continua na emissora até o seu fim, estando presente até na fase da TV! (transição entre a Rede Manchete e a RedeTV!).Em agosto de 2013,consegue na Justiça pagamento de créditos trabalhistas  com o bloqueio de verba publicitária da Bombril referente ao patrocínio do programa Mega Senha. O jornalista alega que não recebeu salários referentes aos meses que trabalhou na transição entre a Rede Manchete e a RedeTV! 
Atuou como locutor de vídeos institucionais e apresentador de eventos e feiras até ser recontratado pela Rede Globo em 2004 para substituir Celso Freitas (que mudou-se para a Rede Record) na locução das matérias do Fantástico. Berto foi escolhido pela emissora por ter voz e entonação muito semelhantes à de Cid Moreira, também locutor do Fantástico. Segundo o jornalista Flávio Ricco, em 2008, não houve a renovação do contrato de Berto Filho com a Globo, ficando apenas Cid nas locuções do Fantástico. 
Morreu no dia 12 de março de 2016, em decorrência de câncer na garganta que se espalhou pelo cérebro. Foi sepultado no Cemitério do Caju, no Rio de Janeiro.

## Trabalhos na televisão

### Rede Manchete
| Título                |
| --------------------- |
| Manchete Primeira Mão |
| Jornal da Manchete    |

### Rede Globo
| Título          |
| --------------- |
| Jornal Nacional |
| Fantástico      |
| Jornal Hoje     |

### Globo Rio
| Título |
| ------ |
| RJTV   |

## ligações externas
- Berto Filho. no IMDb.